# Austropurcellia arcticosa
Austropurcellia arcticosa (syn.: Rakaia arcticosa) - gatunek kosarza z podrzędu Cyphophthalmi i rodziny Pettalidae.

## Biotop
Bytuje w ściółce.

## Występowanie
Gatunek endemiczny dla Australii. Występuje w Parku Narodowym Daintree w Queensland.